# Mistrzostwa Europy w Pływaniu na krótkim basenie 2000
Ósme Mistrzostwa Europy w pływaniu na krótkim basenie odbyły się w Walencji w Hiszpanii, w dniach 14-17 grudnia 2000 roku.

## Rezultaty mężczyzn

### 50 m stylem dowolnym
| Medal | Zawodnik           | Państwo         | Czas  |
| ----- | ------------------ | --------------- | ----- |
|       | Stefan Nystrand    | Szwecja         | 21,52 |
|       | Mark Foster        | Wielka Brytania | 21,60 |
|       | Ołeksandr Wołyniec | Ukraina         | 21,70 |

### 100 m stylem dowolnym
| Medal | Zawodnik        | Państwo    | Czas  |
| ----- | --------------- | ---------- | ----- |
|       | Stefan Nystrand | Szwecja    | 47,56 |
|       | Dienis Pimankow | Rosja      | 47,69 |
|       | Karel Novy      | Szwajcaria | 47,87 |

### 200 m stylem dowolnym
| Medal | Zawodnik              | Państwo         | Czas    |
| ----- | --------------------- | --------------- | ------- |
|       | Massimiliano Rosolino | Włochy          | 1:44,63 |
|       | Květoslav Svoboda     | Czechy          | 1:45,27 |
|       | Paul Palmer           | Wielka Brytania | 1:46,24 |

### 400 m stylem dowolnym
| Medal | Zawodnik              | Państwo         | Czas       |
| ----- | --------------------- | --------------- | ---------- |
|       | Massimiliano Rosolino | Włochy          | 3:39,59 ER |
|       | Paul Palmer           | Wielka Brytania | 3:44,80    |
|       | Květoslav Svoboda     | Czechy          | 3:47,36    |

### 1500 m stylem dowolnym
| Medal | Zawodnik              | Państwo   | Czas        |
| ----- | --------------------- | --------- | ----------- |
|       | Massimiliano Rosolino | Włochy    | 14:36,93 ER |
|       | Frederik Hviid        | Hiszpania | 14:53,93    |
|       | Ihor Czerwynśkyj      | Ukraina   | 14:56,36    |

### 50 m stylem grzbietowym
| Medal | Zawodnik           | Państwo   | Czas  |
| ----- | ------------------ | --------- | ----- |
|       | Ante Mašković      | Chorwacja | 24,60 |
|       | Örn Arnarson       | Islandia  | 24,81 |
|       | Darius Grigalionis | Litwa     | 24,82 |

### 100 m stylem grzbietowym
| Medal | Zawodnik          | Państwo   | Czas     |
| ----- | ----------------- | --------- | -------- |
|       | Örn Arnarson      | Islandia  | 52,28 ER |
|       | Gordan Kožulj     | Chorwacja | 52,57    |
|       | Przemysław Wilant | Polska    | 53,21    |

### 200 m stylem grzbietowym
| Medal | Zawodnik      | Państwo   | Czas    |
| ----- | ------------- | --------- | ------- |
|       | Örn Arnarson  | Islandia  | 1:52,90 |
|       | Gordan Kožulj | Chorwacja | 1:53,50 |
|       | Blaž Medvešek | Słowenia  | 1:54,61 |

### 50 m stylem klasycznym
| Medal               | Zawodnik      | Państwo | Czas  |
| ------------------- | ------------- | ------- | ----- |
|                     | Mark Warnecke | Niemcy  | 27,11 |
| Daniel Málek        | Czechy        |         | 27,11 |
| Domenico Fioravanti | Włochy        |         | 27,11 |

### 100 m stylem klasycznym
| Medal | Zawodnik            | Państwo         | Czas    |
| ----- | ------------------- | --------------- | ------- |
|       | Domenico Fioravanti | Włochy          | 58,89   |
|       | Daniel Málek        | Czechy          | 59,67   |
|       | Darren Mew          | Wielka Brytania | 1:00,04 |

### 200 m stylem klasycznym
| Medal | Zawodnik            | Państwo | Czas       |
| ----- | ------------------- | ------- | ---------- |
|       | Stephan Perrot      | Francja | 2:07,58 ER |
|       | Domenico Fioravanti | Włochy  | 2:08,76    |
|       | Daniel Málek        | Czechy  | 2:08,86    |

### 50 m stylem motylkowym
| Medal | Zawodnik            | Państwo         | Czas  |
| ----- | ------------------- | --------------- | ----- |
|       | Mark Foster         | Wielka Brytania | 23,31 |
|       | Jere Hård           | Finlandia       | 23,48 |
|       | Jorge Luis Ulibarri | Hiszpania       | 23,61 |

### 100 m stylem motylkowym
| Medal | Zawodnik         | Państwo | Czas  |
| ----- | ---------------- | ------- | ----- |
|       | Thomas Rupprath  | Niemcy  | 51,31 |
|       | Lars Frölander   | Szwecja | 51,76 |
|       | Anatolij Polakow | Rosja   | 52,54 |

### 200 m stylem motylkowym
| Medal | Zawodnik         | Państwo         | Czas    |
| ----- | ---------------- | --------------- | ------- |
|       | Thomas Rupprath  | Niemcy          | 1:53,28 |
|       | Anatolij Polakow | Rosja           | 1:54,01 |
|       | Stephen Parry    | Wielka Brytania | 1:54,37 |

### 100 m stylem zmiennym
| Medal | Zawodnik      | Państwo  | Czas  |
| ----- | ------------- | -------- | ----- |
|       | Peter Mankoč  | Słowenia | 54,14 |
|       | Indrek Sei    | Estonia  | 54,22 |
|       | Davide Cassol | Włochy   | 55,10 |

### 200 m stylem zmiennym
| Medal | Zawodnik              | Państwo  | Czas    |
| ----- | --------------------- | -------- | ------- |
|       | Massimiliano Rosolino | Włochy   | 1:56,62 |
|       | Christian Keller      | Niemcy   | 1:57,68 |
|       | Peter Mankoč          | Słowenia | 1:58,14 |

### 400 m stylem zmiennym
| Medal | Zawodnik          | Państwo   | Czas    |
| ----- | ----------------- | --------- | ------- |
|       | Alessio Boggiatto | Włochy    | 4:10,61 |
|       | Frederik Hviid    | Hiszpania | 4:12,94 |
|       | Michael Halika    | Izrael    | 4:13,48 |

### 4×50m stylem dowolnym (sztafeta)
| Medal | Zawodnik                                                   | Państwo         | Czas    |
| ----- | ---------------------------------------------------------- | --------------- | ------- |
|       | Joakim Dahl Stefan Nystrand Lars Frölander Claes Andersson | Szwecja         | 1:27,52 |
|       | Thomas Winkler Stephan Kunzelmann Stefan Herbst Sven Guske | Niemcy          | 1:27,81 |
|       | Anthony Howard Mark Foster Stephen Parry Matthew Kidd      | Wielka Brytania | 1:28,18 |

### 4×50m stylem zmiennym (sztafeta)
| Medal | Zawodnik                                                             | Państwo   | Czas    |
| ----- | -------------------------------------------------------------------- | --------- | ------- |
|       | Sebastian Halgasch Mark Warnecke Thomas Rupprath Thomas Winkler      | Niemcy    | 1:36,23 |
|       | Wołodymyr Nikołajczuk Ołeh Lisohor Andrij Serdinow Ołeksandr Wołyneć | Ukraina   | 1:37,48 |
|       | Ante Mašković Vanja Rogulj Tomislav Karlo Duje Draganja              | Chorwacja | 1:37,71 |

## Rezultaty kobiet

### 50 m stylem dowolnym
| Medal | Zawodniczka           | Państwo         | Czas  |
| ----- | --------------------- | --------------- | ----- |
|       | Therese Alshammar     | Szwecja         | 24,09 |
|       | Alison Sheppard       | Wielka Brytania | 24,48 |
|       | Anna-Karin Kammerling | Szwecja         | 24,75 |

### 100 m stylem dowolnym
| Medal | Zawodniczka       | Państwo  | Czas  |
| ----- | ----------------- | -------- | ----- |
|       | Therese Alshammar | Szwecja  | 53,13 |
|       | Johanna Sjöberg   | Szwecja  | 53,82 |
|       | Martina Moravcová | Słowacja | 53,97 |

### 200 m stylem dowolnym
| Medal | Zawodniczka       | Państwo         | Czas    |
| ----- | ----------------- | --------------- | ------- |
|       | Martina Moravcová | Słowacja        | 1:56,51 |
|       | Karen Pickering   | Wielka Brytania | 1:57,22 |
|       | Karen Legg        | Wielka Brytania | 1:57,60 |

### 400 m stylem dowolnym
| Medal | Zawodniczka    | Państwo         | Czas    |
| ----- | -------------- | --------------- | ------- |
|       | Irina Ufimcewa | Rosja           | 4:06,71 |
|       | Jana Pechanová | Czechy          | 4:09,52 |
|       | Rebecca Cooke  | Wielka Brytania | 4:10,80 |

### 800 m stylem dowolnym
| Medal | Zawodniczka      | Państwo         | Czas    |
| ----- | ---------------- | --------------- | ------- |
|       | Chantal Strasser | Szwajcaria      | 8:27,23 |
|       | Rebecca Cooke    | Wielka Brytania | 8:29,24 |
|       | Jana Pechanová   | Czechy          | 8:31,17 |

### 50 m stylem grzbietowym
| Medal | Zawodniczka        | Państwo   | Czas  |
| ----- | ------------------ | --------- | ----- |
|       | Ilona Hlaváčková   | Czechy    | 27,84 |
|       | Nina Zhivanevskaya | Hiszpania | 28,10 |
|       | Daniela Samulski   | Niemcy    | 28,12 |

### 100 m stylem grzbietowym
| Medal | Zawodniczka        | Państwo         | Czas    |
| ----- | ------------------ | --------------- | ------- |
|       | Ilona Hlaváčková   | Czechy          | 58,82   |
|       | Katy Sexton        | Wielka Brytania | 1:00,04 |
|       | Nina Zhivanevskaya | Hiszpania       | 1:00,09 |

### 200 m stylem grzbietowym
| Medal | Zawodniczka        | Państwo         | Czas    |
| ----- | ------------------ | --------------- | ------- |
|       | Joanna Fargus      | Wielka Brytania | 2,08,19 |
|       | Nina Zhivanevskaya | Hiszpania       | 2,09,15 |
|       | Anja Čarman        | Słowenia        | 2,10,71 |

### 50 m stylem klasycznym
| Medal | Zawodniczka            | Państwo  | Czas  |
| ----- | ---------------------- | -------- | ----- |
|       | Emma Igelström         | Szwecja  | 31,26 |
|       | Agnieszka Braszkiewicz | Polska   | 31,55 |
|       | Anne-Mari Gulbrandsen  | Norwegia | 31,70 |

### 100 m stylem klasycznym
| Medal | Zawodniczka           | Państwo  | Czas    |
| ----- | --------------------- | -------- | ------- |
|       | Alicja Pęczak         | Polska   | 1:06,95 |
|       | Emma Igelström        | Szwecja  | 1:07,14 |
|       | Anne-Mari Gulbrandsen | Norwegia | 1:08,17 |

### 200 m stylem klasycznym
| Medal | Zawodniczka           | Państwo  | Czas    |
| ----- | --------------------- | -------- | ------- |
|       | Emma Igelström        | Szwecja  | 2:24,05 |
|       | Alicja Pęczak         | Polska   | 2:24,17 |
|       | Anne-Mari Gulbrandsen | Norwegia | 2:25,55 |

### 50 m stylem motylkowym
| Medal | Zawodniczka           | Państwo | Czas     |
| ----- | --------------------- | ------- | -------- |
|       | Anna-Karin Kammerling | Szwecja | 25,60 WR |
|       | Karen Egdal           | Dania   | 26,72    |
|       | Johanna Sjöberg       | Szwecja | 26,74    |

### 100 m stylem motylkowym
| Medal | Zawodniczka       | Państwo  | Czas     |
| ----- | ----------------- | -------- | -------- |
|       | Martina Moravcová | Słowacja | 57,54 ER |
|       | Johanna Sjöberg   | Szwecja  | 57,86    |
|       | Mette Jacobsen    | Dania    | 58,91    |

### 200 m stylem motylkowym
| Medal | Zawodniczka     | Państwo | Czas       |
| ----- | --------------- | ------- | ---------- |
|       | Annika Mehlhorn | Niemcy  | 2:05,77 ER |
|       | Mette Jacobsen  | Dania   | 2:07,70    |
|       | Petra Zahrl     | Austria | 2:09,29    |

### 100 m stylem zmiennym
| Medal | Zawodniczka       | Państwo         | Czas    |
| ----- | ----------------- | --------------- | ------- |
|       | Martina Moravcová | Słowacja        | 1:00,58 |
|       | Annika Mehlhorn   | Niemcy          | 1:01,21 |
|       | Sue Rolph         | Wielka Brytania | 1:01,25 |

### 200 m stylem zmiennym
| Medal | Zawodniczka     | Państwo         | Czas    |
| ----- | --------------- | --------------- | ------- |
|       | Jana Kłoczkowa  | Ukraina         | 2:10,75 |
|       | Oksana Wierowka | Rosja           | 2:12,15 |
|       | Sue Rolph       | Wielka Brytania | 2:12,28 |

### 400 m stylem zmiennym
| Medal | Zawodniczka     | Państwo         | Czas    |
| ----- | --------------- | --------------- | ------- |
|       | Jana Kłoczkowa  | Ukraina         | 4:35,11 |
|       | Annika Mehlhorn | Niemcy          | 4:39,02 |
|       | Rachael Corner  | Wielka Brytania | 4:40,11 |

### 4×50m stylem dowolnym (sztafeta)
| Medal | Zawodniczka                                                             | Państwo         | Czas       |
| ----- | ----------------------------------------------------------------------- | --------------- | ---------- |
|       | Annika Lofstedt Therese Alshammar Johanna Sjöberg Anna-Karin Kammerling | Szwecja         | 1:38,21 WR |
|       | Alyson Sheppard Sue Rolph Karen Pickering Rosalind Brett                | Wielka Brytania | 1:38,39    |
|       | Britta Steffen Petra Dallman Daniela Samulski Verena Witte              | Niemcy          | 1:39,63    |

### 4×50m stylem zmiennym (sztafeta)
| Medal | Zawodniczka                                                            | Państwo         | Czas    |
| ----- | ---------------------------------------------------------------------- | --------------- | ------- |
|       | Therese Alshammar Emma Igelström Anna-Karin Kammerling Johanna Sjöberg | Szwecja         | 1:48,31 |
|       | Daniela Samulski Sylvia Gerasch Marletta Uhle Petra Dallmann           | Niemcy          | 1:50,96 |
|       | Sarah Price Heidi Earp Rosalind Brett Alison Sheppard                  | Wielka Brytania | 1:51,20 |

## Tabela medalowa
| Miejsce | Państwo         | Złoto | Srebro | Brąz | Razem |
| ------- | --------------- | ----- | ------ | ---- | ----- |
| 1.      | Szwecja         | 10    | 4      | 2    | 16    |
| 2.      | Włochy          | 7     | 1      | 1    | 9     |
| 3.      | Niemcy          | 5     | 5      | 2    | 12    |
| 4.      | Czechy          | 3     | 3      | 3    | 9     |
| 5.      | Słowacja        | 3     | 0      | 1    | 4     |
| 6.      | Wielka Brytania | 2     | 7      | 10   | 19    |
| 7.      | Ukraina         | 2     | 1      | 2    | 5     |
| 8.      | Islandia        | 2     | 1      | 0    | 3     |
| 9.      | Rosja           | 1     | 3      | 1    | 5     |
| 10.     | Polska          | 1     | 2      | 1    | 4     |
| –       | Chorwacja       | 1     | 2      | 1    | 4     |
| 12.     | Słowenia        | 1     | 0      | 3    | 4     |
| 13.     | Szwajcaria      | 1     | 0      | 1    | 2     |
| 14.     | Francja         | 1     | 0      | 0    | 1     |
| 15.     | Hiszpania       | 0     | 4      | 2    | 6     |
| 16.     | Dania           | 0     | 2      | 1    | 3     |
| 17.     | Estonia         | 0     | 1      | 0    | 1     |
| –       | Finlandia       | 0     | 1      | 0    | 1     |
| 19.     | Norwegia        | 0     | 0      | 3    | 3     |
| 20.     | Izrael          | 0     | 0      | 1    | 1     |
| –       | Litwa           | 0     | 0      | 1    | 1     |
| –       | Austria         | 0     | 0      | 1    | 1     |
|         | Razem           | 40    | 37     | 37   | 114   |